# خاتونه
خاتونه، روستایی از توابع بخش مرکزی شهرستان سرپل ذهاب در استان کرمانشاه ایران است.
این روستا دارای یک سوپر مارکت در ضلع شرقی خود است.
مساحت روستا بسیار کم و برابر با یک کیلومتر مربع است.
روستای خاتونه بدلیل قرارگیری در منطقه گرمسیر دارای تابستان هایی بسیار گرم و زمستان نسبتاً سرد(معتدل در اسفند ماه) است.

## جمعیت
این روستا در دهستان حومه‌سرپل قرار دارد و براساس سرشماری مرکز آمار ایران در سال ۱۳۹۵، جمعیت آن ۱۷۰ نفر (۳۹خانوار) بوده‌است.
رشد جمعیت روستای خاتونه منفی است به طوری که جمعیت این روستا از سال ۱۳۸۵ با ۲۱۱ نفر تا سال ۱۳۹۵ با ۱۷۰ نفر با کاهش ۱۹ درصد(کاهشی) مواجه شده است.
به طور کلی رشد جمعیت روستا مخصوصاً طی ۱۵ سال اخیر (از ۱۳۸۵ تا ۱۴۰۰) به دلایل مختلف از جمله علاقه مردم به شهر نشینی، مرگ و میر و بالا به علت سن بالای بیشتر اعضای روستا، نداشتن امکانات در روستا از جمله نانوایی و کشتارگاه و... است.